# 武内良樹
武内 良樹（たけうち よしき、1960年5月12日 - ）は、日本の財務官僚。元財務省国際局長、元財務官。森友学園をめぐる問題で、大阪府豊中市の国有地の売却交渉が行われたときの財務省近畿財務局長を務めた。

## 来歴

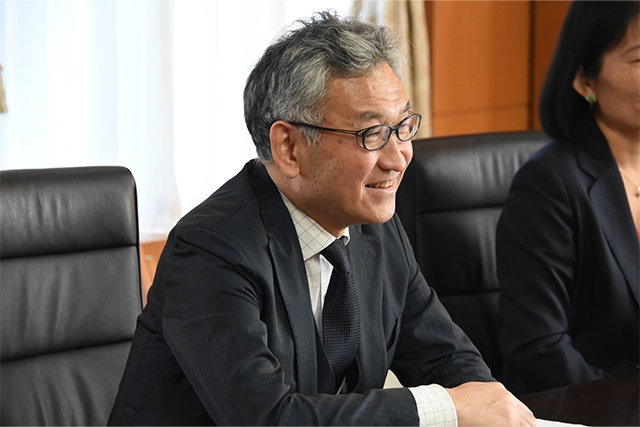
2023年12月、文部科学省にて

東京都出身。1983年、東京大学法学部第2類（公法コース）卒業。国家公務員上級甲種試験（法律）を受験し、大蔵省入省。国際金融局国際機構課、オックスフォード大学留学（経済学修士）、主税局国際租税課租税協定第一係長などを経て、1989年7月、米子税務署長。1990年、証券局総務課調査室課長補佐（調査）。1992年、在アメリカ合衆国日本国大使館一等書記官。1998年7月、大臣官房企画官兼中央省庁等改革推進本部事務局企画官。2001年、財務大臣塩川正十郎秘書官。2004年、財務省主税局国際租税課長、主税局参事官。2006年、主計局主計官（外務係、経済協力係、経済産業係担当）。2007年、国際局為替市場課長。2009年7月14日、王立国際問題研究所（財務省国際局付）。2011年、大臣官房参事官。2012年、大臣官房審議官。2014年、国際局次長。

### 森友学園問題
2015年7月7日、財務省近畿財務局長に就任。
2016年3月30日、武内、大阪航空局長の加藤隆司、学校法人森友学園理事長の籠池泰典の三者は、大阪府豊中市の国有地の埋蔵物及び土壌汚染除去費用として、国が森友学園に1億3176万円を支払う旨の合意書を作成した。同年4月6日、大阪航空局は森友学園に1億3176万円（埋設物対策分：約8632万円、土壌汚染対策分：約4543万円）を支払った。同年6月14日、財務省は豊中市の国有地の「普通財産売払決議書」を決裁。同年6月17日、武内は国際局長に就任。同年6月20日、近畿財務局は森友学園との間で正式に売買契約を締結した。売却金額は非公開とされた。
2017年2月9日、朝日新聞が、払い下げの国有地に新設予定の安倍晋三記念小学校の名誉校長が安倍昭恵であること、森友学園側に契約違反があった場合、国が「1億3400万円」で買い戻す特約がついていたこと、籠池が売却額が買い戻し特約と同額と認めたこと、売却額は同じ規模の近隣国有地の10分の1であること、籠池が日本会議大阪の役員を務めていることなどを報じた。
同年2月17日、安倍晋三首相は衆議院予算委員会で野党から追及を受けると「私や妻が関係していたということになれば、まさに私は、それはもう間違いなく総理大臣も国会議員もやめるということははっきりと申し上げておきたい」と答弁した。同年2月26日、財務省は、国有地売却の決裁文書から安倍昭恵、鴻池祥肇の秘書、平沼赳夫の秘書、北川イッセイの副大臣秘書官らに関する記述を「できる限り早急に」削除するよう、近畿財務局の職員7人にメールで指示。近畿財務局は同日から文書の改竄を開始した。安倍首相と籠池の関係を指し示す記述も改竄が行われ、「籠池康博氏は、『日本会議大阪代表・運営委員』を始めとする諸団体に関与」「日本会議と連携する組織として、超党派による『日本会議国会議員懇談会』が平成9年5月に設立され、現在、会長に平沼赳夫議員、副会長に安倍晋三総理らが就任」などの文言が削除された。
同年5月15日、市民団体「健全な法治国家のために声をあげる市民の会」（代表：八木啓代）は、財務省が森友学園との交渉記録を廃棄したとして、武内、迫田英典、佐川宣寿、田中一穂、中尾睦、田村嘉啓、池田靖ら7人に対する公用文書等毀棄容疑での告発状を東京地方検察庁に提出した。同年9月15日、東京地検は告発のあった被疑事件を大阪地方検察庁特別捜査部に移送した。
2018年3月7日、近畿財務局の元上席財産管理官の赤木俊夫が自殺。3月8日、事態を重く見た官邸は武内を呼び、対応を協議。3月9日、佐川は国税庁長官を辞任し、退官した。3月27日、民進党の大塚耕平代表は国会内で記者団に対し、武内、安倍昭恵、昭恵夫人付きだった谷査恵子、迫田英典、総理大臣秘書官の今井尚哉の証人喚問が必要との認識を示した。同年5月31日、大阪地検特捜部は、武内ら財務省幹部38人全員を不起訴処分とした。同年6月13日、「健全な法治国家のために声をあげる市民の会」は不起訴処分を不服として、武内ら被疑者24人について大阪検察審査会に申立てをした。
2019年3月13日、今井雅人は衆議院財務金融委員会で「国有地の値引きがなければ、改ざんも職員の自殺もなかった」とし、値引きを決めた当時の近畿財務局長だった武内の責任を追及した。武内は「哀悼の意を捧げる」などと述べるにとどめ、自身の責任については答えなかった。

### 財務官に就任
2019年7月5日、財務官に就任。2020年7月20日辞職。同年大阪学院大学特別顧問、明治安田生命保険顧問。
2021年、リベラ顧問、フィンテックグローバルエグゼクティブアドバイザー、マイスエー顧問。同年11月に経済協力開発機構（OECD）事務次長に就任。
2022年9月27日に行われた故安倍晋三国葬儀にOECD代表として参列した。

## 入省同期
- 岡本薫明（財務事務次官）
- 太田充（財務事務次官）
- 星野次彦（国税庁長官）
- 飯塚厚（関税局長）
- 浅野僚也（関東財務局長）
- 小野尚（関東財務局長）
- 氷見野良三（金融庁長官）
- 三井秀範（金融庁企画市場局長）
- 佐々木清隆（金融庁総合政策局長）
- 芦崎笙（作家）
- 中川真（駐スロバキア大使）
- 柴田善雅（大東文化大学教授）
- 菊地和博（まち・ひと・しごと創生本部事務局次長）など。